# Markus Hoelgaard
Markus Hoelgaard (* 4. Oktober 1994 in Stavanger) ist ein norwegischer Radrennfahrer.

## Sportlicher Werdegang
Hoelgaard fuhr ab 2013 für das tschechische Team Etixx-iHNed. Zur Saison 2015 wechselte er zum Team Coop-Øster Hus und wurde im August 2015 13. beim Arctic Race of Norway. Von 2016 bis 2018 fuhr Hoelgaard für das Team Joker; mit diesem Team gewann er das Mannschaftszeitfahren der ZLM Tour. 2017 gewann er jeweils eine Etappe des Circuit des Ardennes und der Tour Alsace. 2018 entschied er die Nachwuchswertung des Arctic Race of Norway für sich und wurde Zweiter der Gesamtwertung.
Zur Saison 2019 wurde Hoelgaard Mitglied im damaligen Uno-X Norwegian Development Team. Im März belegte er bei der Rhodos-Rundfahrt Rang zwei, im August gewann er mit der letzten Etappe des Arctic Race of Norway ein Rennen der hors category. In der Saison 2020 machte er durch den dritten Platz in der Gesamtwertung der Sazka Tour und den zweiten Platz bei der Luxemburg-Rundfahrt auf sich aufmerksam. Bis Ende 2021 folgten eine Reihe von Podiumsplatzierungen, Highlight war der erneute Gewinn einer Etappe beim Arctic Race of Norway 2021, jetzt als Teil der 2020 neu eingeführten UCI ProSeries. Bei den Olympischen Sommerspielen 2020 in Tokio startete er im Straßenrennen und belegte den 34. Platz.
Zur Saison 2022 wechselte Hoelgaard zum UCI WorldTeam Trek-Segafredo, bei dem er jedoch bisher nicht an seine Ergebnisse aus den Vorjahren anknüpfen konnte.

## Persönliches
Hoelgaard ist ein Bruder des Skilangläufers Stian Hoelgaard und des Radrennfahrers Daniel Hoelgaard.

## Erfolge
2016
- Mannschaftszeitfahren ZLM Tour

2017
- eine Etappe Circuit des Ardennes
- eine Etappe Tour Alsace

2018
- Nachwuchswertung Arctic Race of Norway

2019
- eine Etappe Arctic Race of Norway

2021
- eine Etappe Arctic Race of Norway

2024
- Norwegischer Meister – Straßenrennen
- Grote Prijs Jef Scherens

## Grand Tour-Platzierungen
| Grand Tour            | 2025 |
| --------------------- | ---- |
| Giro d’ItaliaGiro     | –    |
| Tour de FranceTour    | 64   |
| Vuelta a EspañaVuelta | …    |